# جيليان تشان
جيليان تشان هي كاتِبة وكاتبة للأطفال كندية، ولدت في 1954.